# Наяритский гладконос
Наяритский гладконос (лат. Bauerus dubiaquercus) — это вид из монотического рода Bauerus семейства Vespertilionidae. Встречается в Белизе, Коста-Рике, Гондурасе и Мексике. Он является частью трибы Antrozoini в подсемействе Vespertilioninae и родственен бледному гладконосу (Antrozous pallidus). Летучая мышь встречается в лесной среде обитания от уровня моря до высот до 2300 м, хотя обычно не выше 1300 м, и является насекомоядной и сумеречной. Очевидно, он имеет фрагментированное распространение и находится под угрозой вырубки лесов.

## Таксономия и этимология
Летучая мышь была обнаружена Ричардом Ван Гелдером, в то время хранителем маммологической коллекции Американского музея естественной истории. Летучая мышь была собрана во время пуританской экспедиции AMNH в Нижнюю Калифорнию в 1957 году на островах Лас-Трес-Мариас (к югу от Бахи) Ричардом Цвайфелем (герпетолог экспедиции) и Оаксом Плимптоном (помощник экспедиции). Ван Гельдер окрестил летучую мышь «dubiaquercus» в честь коллекционеров: dubia означает «сомнение» на латыни, как и «zweifel» на немецком языке; а "Oak" — по-английски, как и quercus на латыни означает «дуб».

## Ареал и среда обитания
Наяритский гладконос встречается в Центральной Америке, где ее ареал включает Белиз, Коста-Рику, Сальвадор, Гватемалу, Гондурас, Мексику и Никарагуа. Этот был обнаружен на высотах от 100 до 2300 м  над уровнем моря.

## Проблемы охраны
По состоянию на 2018 год МСОП оценивает его как почти исчезающий вид. Он соответствует критериям этой классификации, потому что он редко встречается на всем своем ареале; в нем наблюдается значительное сокращение численности популяции; и его среда обитания «очень уязвима».